# Ревуха Віктор Семенович
Віктор Семенович Ревуха (1934–1995) – український письменник, перекладач, публіцист. Член НСПУ, лауреат літературно-мистецької премії імені Агатангела Кримського

## Творчість
Починаючи з 1977 року переклав українською понад 20 романів, повістей, збірок оповідань, новел і поезій — з німецької, польської, російської, осетинської, литовської мов. 
Автор публіцистичних статей («Повернення святині» – про ікону Холмської Богородиці, «Празник Турковицької Божої Матері», «Нищення церков на Холмщині»), переклад з польської Е. Місила «Депортація українців. Акція «Вісла». Він також автор статей літературознавчого характеру, на педагогічну тематику.
У 1991 вступив до Національної спілки письменників України,

## Відзнаки
Лауреат літературно-мистецької премії імені Агатангела Кримського (1994).